# 町田市立小山中学校
町田市立小山中学校（まちだしりつ おやまちゅうがっこう）は、東京都町田市小山ヶ丘にある公立中学校である。
かつて、町田市内の公立中学校としては、最も生徒数の多いマンモス校だったが、2024年5月10日時点では町田市立町田第一中学校にその座を明け渡している。

## 概要
多摩境地区の人口増加に伴い、町田市で20番目の学校として、2012年に新設された中学校である。

## 沿革
- 2012年（平成24年）
  - 4月1日 - 開校。初代校長大川武司着任。
  - 4月9日 - 第1回入学式挙行。最初の新入生は191名。
  - 10月27日 - 第1回体育大会開催。
- 2013年（平成25年）
  - 1月11日 - 開校記念式典挙行。
  - 3月19日 - 第1回卒業式挙行。最初の卒業生は24名。
- 2022年（令和4年）10月21日 - 開校10周年記念式典挙行。
- 2024年（令和6年）4月1日 - 特別支援学級（知的固定）I組開設。

## 通学区域
出典
- 小山町（一部）
- 小山ヶ丘1丁目（全域）
- 小山ヶ丘2丁目（全域）
- 小山ヶ丘3丁目（全域）
- 小山ヶ丘4丁目（1番〜4番）
- 小山ヶ丘5丁目（1番〜7番）

## 周辺
- 東光院東京別院 - 敷地が隣接。
- 特別養護老人ホーム美郷 - 敷地が隣接。
- 特別養護老人ホーム花美郷 - 上記「特別養護老人ホーム美郷」とは、多摩境通り（町田市道）をはさんで、敷地が隣接。
- 桜美林ガーデンヒルズ
- 桜美林学園野球場
- 医療法人社団康心会介護老人保健施設ふれあいの町田

## アクセス
- 神奈川中央交通「淵65」系統で、「小山ヶ丘一丁目」停留所下車後、学校正門まで、
  - 神奈中多摩車庫行のりばから、徒歩90m・約1分。
  - 淵野辺駅北口行のりばから、徒歩約225m・約4分。
    - なお、淵野辺駅北口行のりばから学校正門まで、直線距離では約80m弱と近いが、特別養護老人ホーム美郷付近にある市道交差点に回る必要があるため、大きく遠廻りとなる（学校正門前に横断歩道は未設置）。